# 1754
1754 (MDCCLIV) je bilo navadno leto, ki se je po gregorijanskem koledarju začelo na torek, po 11 dni počasnejšem julijanskem koledarju pa na soboto.

## Dogodki
- izzide Vöre krsztsánszke krátki návuk, evangeličanski prekmurski katekizem Štefana Küzmiča

## Rojstva
- 27. januar - Modest Šraj, slovenski nabožni pisec, prevajalec Svetega pisma († 1821)
- 2. februar - Talleyrand, francoski diplomat († 1838)
- 23. marec - baron Jurij Vega, slovenski matematik, fizik, častnik († 1802)
- 18. maj - Anton Traven, slovenski prevajalec Svetega pisma († 1807)
- 20. julij - Destutt de Tracy, francoski filozof († 1836)
- 21. avgust - William Murdoch, škotski inženir, izumitelj († 1839)
- 2. oktober - de Bonald, francoski kontrarevolucionar in konzervativni politični filozof († 1840)

Neznan datum
- Salomon Maimon, nemško-judovski filozof († 1800)

## Smrti
- 9. april - Christian Wolff, nemški filozof, matematik (* 1679)
- 8. oktober - Henry Fielding, angleški pisatelj (* 1707)
- 13. december - Mahmud I., sultan Osmanskega cesarstva (* 1669)